# Jan Olsson (Fußballspieler, 1942)

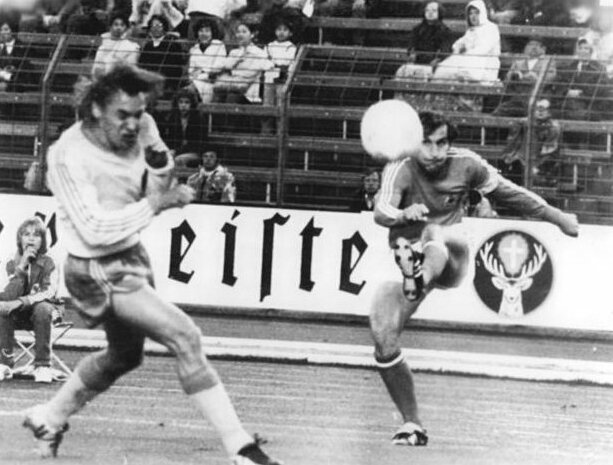
Olsson (l.) bei der Weltmeisterschaft 1974

Jan „Janne“ Olsson (* 30. März 1942 in Halmstad) ist ein ehemaliger schwedischer Fußballspieler. Der 17-fache Nationalspieler nahm an der Weltmeisterschaft von 1974 teil. Mit Åtvidabergs FF wurde er 1970 un 1971 schwedischer Pokalsieger sowie 1972 und 1973 schwedischer Meister.

## Werdegang
Zwischen 1961 und 1965 spielte Olsson bei Halmstads BK. Ab 1966 trat er für Åtvidabergs FF an. Mit dem Klub wurde der Abwehrspieler jeweils zwei Mal Meister und Pokalsieger. Im Europapokal der Landesmeister 1973/74 scheiterte er mit dem Klub erst im Elfmeterschießen am späteren Titelgewinner FC Bayern München, in der folgenden Saison zog er im Viertelfinale gegen FC Barcelona den kürzeren. 1976 musste er mit Åtvidaberg den Abstieg hinnehmen. 1978 beendete er bei dem Verein seine Laufbahn.
Olsson absolvierte zwischen 1973 und 1974 17 Länderspiele in der schwedischen Nationalmannschaft. Mit der Landesauswahl nahm er an der Weltmeisterschaft 1974 teil, bei der die als Außenseiter gestartete Mannschaft überraschend in die zweite Gruppenphase einzog.

## Erfolge
- Schwedischer Meister: 1972, 1973
- Schwedischer Pokalsieger: 1970, 1971